# Porto Torres
Porto Torres település Olaszországban, Szardínia régióban, Sassari megyében. Lakosainak száma 21 029 fő (2023. január 1.). Porto Torres Sassari községgel határos..  A város Szardínia második legnagyobb kikötőjével rendelkezik, Olbia után. Asinara-öböl közepén helyezkedik el.

## Nevének eredete
Porto Torres helyén eredetileg Colonia Iulia Turris Libisonis néven volt település. A "Colonia" név arra utal, hogy az ókori római telepesek alapították a helyet, A "Turris" feltehetően a nem messze, Monte d'Accoddi mellett épült nuraghe toronyra utalnak). A Nyugatrómai Birodalom bukása után a helyre "Turris" néven hivatkoztak. A középkorban a Logudorói uralom alatt Torres lett a neve, az aragón uralom alatt a katalán eredetű Lo Port – kikötő – nevet kapta. A Szárd Királyság idején a helyet Portotorre ("Tornyoskikötő") néven hívták.
1960-tól hívják a várost hivatalosan Porto Torresnek, ekkor lett városnak nyilvánítva a település.

## Népesség
A település lakossága az elmúlt években az alábbi módon változott:
| Lakosok száma | 22 279 | 22 367 | 21 029 |
|               | 2017   | 2018   | 2023   |